# 1989-es MotoGP-világbajnokság
Az 1989-es MotoGP-világbajnokság volt a 41. gyorsaságimotoros-világbajnoki szezon.

## Összefoglaló
Az előző évi királykategóriás világbajnoknak, Eddie Lawson ebben a szezonban megvédte világbajnoki címét. Az amerikai pilóta az évad során négy győzelmet aratott, és végül 18,5 ponttal előzte meg a szintén amerikai Wayne Rainey-t. A legtöbb győzelmet (6) egy harmadik amerikai, Kevin Schwantz aratta, ő mégis csak negyedik lett összetettben. Ebben az évben mutatkozott be a későbbi ötszörös világbajnok ausztrál Mick Doohan, akinek egy harmadik hely jelentette a csúcspontot az idényben. Kilencedik lett, tehát megelőzte világbajnok honfitársát, Wayne Gardnert. A belga versenyen a pilóták csak a pontok felét kapták meg, a szervezők ugyanis, a szabályokkal ellentétben, háromszor is újraindították a versenyt.
A 250-eseknél Sito Pons megszakítás nélkül másodszor lett világbajnok, míg a 125-ösöknél szintén egy spanyol, Àlex Crivillé végzett az első helyen. A legkisebb, 80 köbcentiméteres géposztályban is egy hispán pilóta, Manuel Herreros győzött.

## Versenyek
| #  | Verseny             | Helyszín       | 80 cm³ győztes    | 125 cm³ győztes | 250 cm³ győztes | 500 cm³ győztes     | Összefoglaló |
| -- | ------------------- | -------------- | ----------------- | --------------- | --------------- | ------------------- | ------------ |
| 1  | japán nagydíj       | Suzuka         |                   | Ezio Gianola    | John Kocinski   | Kevin Schwantz      | Összefoglaló |
| 2  | ausztrál nagydíj    | Phillip Island |                   | Àlex Crivillé   | Sito Pons       | Wayne Gardner       | Összefoglaló |
| 3  | amerikai nagydíj    | Laguna Seca    |                   |                 | John Kocinski   | Wayne Rainey        | Összefoglaló |
| 4  | spanyol nagydíj     | Jerez          | Herri Torrontegui | Àlex Crivillé   | Luca Cadalora   | Eddie Lawson        | Összefoglaló |
| 5  | nemzetek nagydíja   | Misano         | Jorge Martínez    | Ezio Gianola    | Sito Pons       | Pierfrancesco Chili | Összefoglaló |
| 6  | német nagydíj       | Hockenheim     | Peter Öttl        | Àlex Crivillé   | Sito Pons       | Wayne Rainey        | Összefoglaló |
| 7  | osztrák nagydíj     | Salzburgring   |                   | Hans Spaan      | Sito Pons       | Kevin Schwantz      | Összefoglaló |
| 8  | jugoszláv nagydíj   | Fiume          | Peter Öttl        |                 | Sito Pons       | Kevin Schwantz      | Összefoglaló |
| 9  | holland nagydíj     | Assen          | Peter Öttl        | Hans Spaan      | Reinhold Roth   | Wayne Rainey        | Összefoglaló |
| 10 | belga nagydíj       | Spa            |                   | Hans Spaan      | Jacques Cornu   | Eddie Lawson        | Összefoglaló |
| 11 | francia nagydíj     | Le Mans        |                   | Jorge Martínez  | Carlos Cardús   | Eddie Lawson        | Összefoglaló |
| 12 | brit nagydíj        | Donington      |                   | Hans Spaan      | Sito Pons       | Kevin Schwantz      | Összefoglaló |
| 13 | svéd nagydíj        | Anderstorp     |                   | Àlex Crivillé   | Sito Pons       | Eddie Lawson        | Összefoglaló |
| 14 | csehszlovák nagydíj | Brno           | Herri Torrontegui | Àlex Crivillé   | Reinhold Roth   | Kevin Schwantz      | Összefoglaló |
| 15 | brazil nagydíj      | Goiania        |                   |                 | Luca Cadalora   | Kevin Schwantz      | Összefoglaló |

## Az 500 cm³ végeredménye
| #  | Versenyző           | Rajtszám | Ország             | Motor                   | Pont  | Győzelmek |
| -- | ------------------- | -------- | ------------------ | ----------------------- | ----- | --------- |
| 1  | Eddie Lawson        | 1        | USA                | Rothmans-Kanemoto Honda | 228   | 4         |
| 2  | Wayne Rainey        | 3        | USA                | Lucky Strike-Yamaha     | 210.5 | 3         |
| 3  | Christian Sarron    | 4        | Franciaország      | Gauloises-Yamaha        | 165.5 | 0         |
| 4  | Kevin Schwantz      | 34       | USA                | Pepsi-Suzuki            | 162.5 | 6         |
| 5  | Kevin Magee         | 5        | Ausztrália         | Lucky Strike-Yamaha     | 138.5 | 0         |
| 6  | Pierfrancesco Chili | 9        | Olaszország        | HB-Honda                | 122   | 1         |
| 7  | Niall Mackenzie     | 5        | Egyesült Királyság | Marlboro-Yamaha         | 103   | 0         |
| 8  | Ron Haslam          | 8        | Egyesült Királyság | Pepsi-Suzuki            | 86    | 0         |
| 9  | Mick Doohan         | 27       | Ausztrália         | Rothmans-Honda          | 81    | 0         |
| 10 | Wayne Gardner       | 2        | Ausztrália         | Rothmans-Honda          | 67    | 1         |

## A 250 cm³ végeredménye
| #  | Versenyző            | Rajtszám | Ország        | Motor   | Pont | Győzelem |
| -- | -------------------- | -------- | ------------- | ------- | ---- | -------- |
| 1  | Sito Pons            | 1        | Spanyolország | Honda   | 262  | 7        |
| 2  | Reinhold Roth        | 5        | NSZK          | Honda   | 190  | 2        |
| 3  | Jacques Cornu        | 3        | Svájc         | Honda   | 187  | 1        |
| 4  | Carlos Cardús        | 9        | Spanyolország | Honda   | 162  | 1        |
| 5  | Luca Cadalora        | 6        | Olaszország   | Yamaha  | 127  | 2        |
| 6  | Simizu Maszahiro     | 10       | Japán         | Honda   | 116  | 0        |
| 7  | Jean-Philippe Ruggia | 7        | Franciaország | Yamaha  | 110  | 0        |
| 8  | Juan Garriga         | 2        | Spanyolország | Yamaha  | 98   | 0        |
| 9  | Helmut Bradl         |          | NSZK          | Honda   | 88   | 0        |
| 10 | Martin Wimmer        |          | NSZK          | Aprilia | 62   | 0        |

## A 125 cm³ végeredménye
| #  | Versenyző       | Rajtszám | Ország        | Motor    | Pont | Győzelmek |
| -- | --------------- | -------- | ------------- | -------- | ---- | --------- |
| 1  | Àlex Crivillé   |          | Spanyolország | JJ Cobas | 166  | 5         |
| 2  | Hans Spaan      | 3        | Hollandia     | Honda    | 152  | 4         |
| 3  | Ezio Gianola    | 2        | Olaszország   | Honda    | 138  | 2         |
| 4  | Unemoto Hiszasi |          | Japán         | Honda    | 104  | 0         |
| 5  | Fausto Gresini  |          | Olaszország   | Aprilia  | 102  | 0         |
| 6  | Takada Kódzsi   |          | Japán         | Honda    | 99   | 0         |
| 7  | Stefan Prein    | 8        | NSZK          | Honda    | 92   | 0         |
| 8  | Julián Miralles | 4        | Spanyolország | Derbi    | 90   | 0         |
| 9  | Jorge Martínez  | 1        | Spanyolország | Derbi    | 72   | 1         |
| 10 | Allan Scott     |          | USA           | Honda    | 54   | 0         |

## A 80 cm³ végeredménye
| #  | Versenyző         | Rajtszám | Ország        | Motor   | Pont | Győzelmek |
| -- | ----------------- | -------- | ------------- | ------- | ---- | --------- |
| 1  | Manuel Herreros   | 4        | Spanyolország | Derbi   | 92   | 0         |
| 2  | Stefan Dörflinger | 3        | Svájc         | Krauser | 80   | 0         |
| 3  | Peter Öttl        | 5        | NSZK          | Krauser | 75   | 3         |
| 4  | Herri Torrontegui |          | Spanyolország | Krauser | 75   | 2         |
| 5  | Gabriele Gnani    | 10       | Olaszország   | Gnani   | 45   | 0         |
| 6  | Paolo Priori      |          | Olaszország   | Krauser | 41   | 0         |
| 7  | Bogdan Nikolov    | 6        | Bulgária      | Krauser | 40   | 0         |
| 8  | Jorge Martínez    |          | Spanyolország | Derbi   | 35   | 1         |
| 9  | Jaime Mariano     |          | Spanyolország | Casal   | 33   | 0         |
| 10 | Jörg Seel         |          | NSZK          | Seel    | 32   | 0         |